# DBMM (De Bellis Magistrorum Militum)
De Bellis Magistrorum Militum (DBMM) es un juego de simulación de batallas históricas con miniaturas que comprende la Edad Antigua y la Edad Media, concretamente el período entre los años 3000 a. C. y 1515 d. C. El juego permite recrear batallas campales terrestres tanto históricas como no históricas entre dos o más ejércitos y a escoger de entre más de 300 ejércitos históricos disponibles. Dos jugadores experimentados suelen necesitar entre 3 y 4 horas de juego para una gran batalla. DBMM fue publicado en 2007 por Wargames Research Group Ltd, en el Reino Unido y se trata de una evolución de su inmediato antecesor, De Bellis Multitudinis (DBM). Forma parte, por tanto, de la exitosa saga DBx, que incluye también, Hordes of the Things (la versión de fantasía), De Bellis Renationis (abarca la época renacentista), y De Bellis Antiquitatis, el primero de la serie y más célebre.

## Elementos de juego

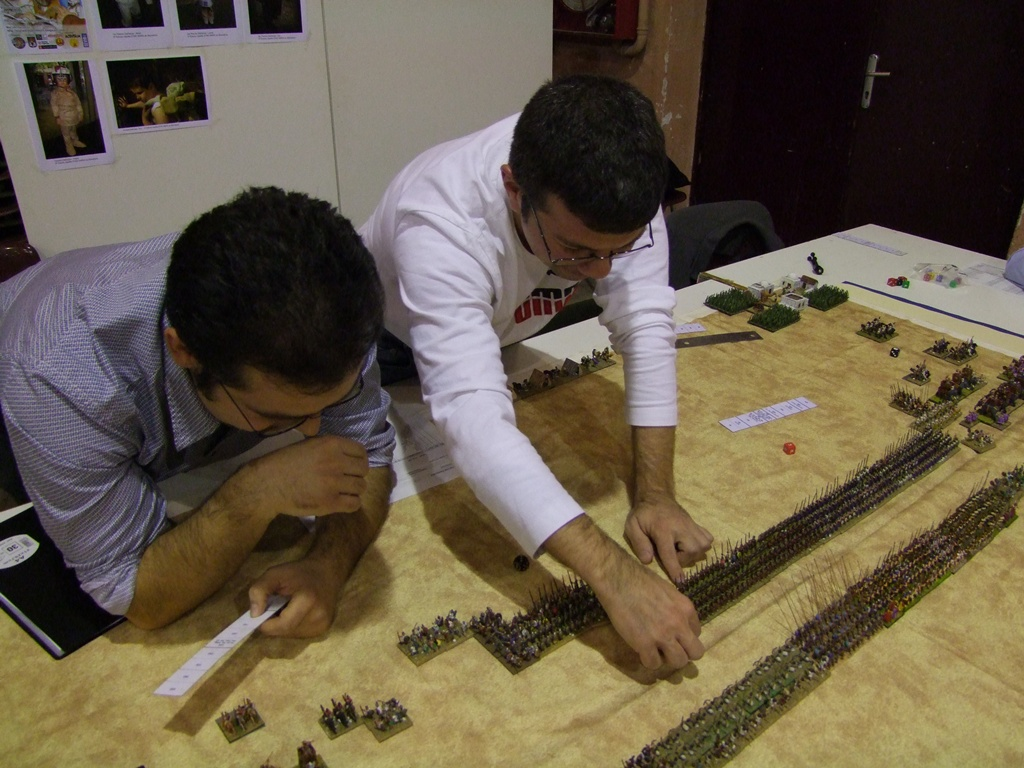
Detalle del megaescenario de la batalla de Rafia. Choque inminente de las líneas de piqueros

DBMM se juega con miniaturas agrupadas en elementos que simulan las unidades mínimas con capacidad táctica propia dentro de cada ejército. Aunque la mayoría de jugadores en la actualidad emplean miniaturas de 15 mm, ha ganado relevancia en los últimos años el uso de otras, como las de 25 mm, 10 mm, 6 mm o 2 mm. Un ejército medio requiere entre 150 y 180 miniaturas, si bien esta cifra está muy condicionada a la magnitud de la batalla a jugar. En algunos escenarios de gran envergadura y con la participación de hasta 8 jugadores se pueden sobrepasar las 2000 miniaturas.
La mesa de juego habitual mide 1,8 x 1,2 m, que representan, a escala, 1 milla por tres cuartos de milla británica. Los restantes elementos necesarios para jugar son dados de 6 caras (siendo necesarios un máximo de 5) y una regla o cinta métrica para medir distancias sobre la mesa. 

## Creador
- Phil Barker (2007)